# Monday Morning in a Coney Island Police Court
Monday Morning in a Coney Island Police Court er en amerikansk stumfilm fra 1908 af D. W. Griffith.

## Medvirkende
- John R. Cumpson som Patrick McPheeney
- Harry Solter
- Edward Dillon
- George Gebhardt
- Robert Harron